# Berriozar
Berriozar là một đô thị trong tỉnh và cộng đồng tự trị Navarre, Tây Ban Nha. Đô thị này có diện tích là 2,69 ki-lô-mét vuông, dân số năm 2007 là 8636 người.
Đô thị nằm ở độ cao 428 m trên mực nước biển.

## Hành chính
| 2007-2011 | Francisco Javier Lasa   | Na-Bai                                   |
| 2003-2007 | Benito Rios Ochoa       | (Partido Socialista de Navarra) PSN PSOE |
| 2000-2003 | Benito Rios Ochoa       | (Partido Socialista de Navarra) PSN PSOE |
| 1999-2000 | José Manuel Goldarazena | Euskal Herritarrok                       |
| 1995-1999 | José Luis Campo         | AMO                                      |
| 1991-1995 | Alfonso Alonso          | (Partido Socialista de Navarra) PSN PSOE |

## Biến động dân số
| Biến động dân số theo thời gian                         | Biến động dân số theo thời gian | Biến động dân số theo thời gian | Biến động dân số theo thời gian | Biến động dân số theo thời gian | Biến động dân số theo thời gian | Biến động dân số theo thời gian | Biến động dân số theo thời gian | Biến động dân số theo thời gian | Biến động dân số theo thời gian | Biến động dân số theo thời gian |
| 1996                                                    | 1998                            | 1999                            | 2000                            | 2001                            | 2002                            | 2003                            | 2004                            | 2005                            | 2006                            | 2007                            |
| ------------------------------------------------------- | ------------------------------- | ------------------------------- | ------------------------------- | ------------------------------- | ------------------------------- | ------------------------------- | ------------------------------- | ------------------------------- | ------------------------------- | ------------------------------- |
| 5 500                                                   | 5 412                           | 5 445                           | 5 557                           | 6 002                           | 6 735                           | 7 577                           | 7 865                           | 8 244                           | 8 555                           | 8 636                           |
| Nguồn: Berriozar et instituto de estadística de navarra |                                 |                                 |                                 |                                 |                                 |                                 |                                 |                                 |                                 |                                 |